# Comuna Moțca, Iași
Moțca este o comună în județul Iași, Moldova, România, formată din satele Boureni și Moțca (reședința).

## Așezare
Comuna se află la marginea de nord-vest a județului, la limita cu județul Neamț, pe malul stâng al râului Moldova. Este străbătută de șoseaua națională DN2, care leagă Romanul de Suceava. La Moțca, din acest drum se ramifică șoseaua națională DN28A, care duce la Pașcani și Târgu Frumos (unde se termină în DN28).

## Demografie
Componența etnică a comunei Moțca
     Români (77,78%)
     Romi (17,13%)
     Alte etnii (0%)
     Necunoscută (5,09%)
Componența confesională a comunei Moțca
     Ortodocși (93,26%)
     Penticostali (1,02%)
     Alte religii (0,35%)
     Necunoscută (5,37%)
Conform recensământului efectuat în 2021, populația comunei Moțca se ridică la 5.086 de locuitori, în creștere față de recensământul anterior din 2011, când fuseseră înregistrați 4.939 de locuitori. Majoritatea locuitorilor sunt români (77,78%), cu o minoritate de romi (17,13%), iar pentru 5,09% nu se cunoaște apartenența etnică. Din punct de vedere confesional, majoritatea locuitorilor sunt ortodocși (93,26%), cu o minoritate de penticostali (1,02%), iar pentru 5,37% nu se cunoaște apartenența confesională.

## Politică și administrație
Comuna Moțca este administrată de un primar și un consiliu local compus din 15 consilieri. Primarul, Constantin-Serioja Hobincă[*], de la Partidul Social Democrat, este în funcție din 2012. Începând cu alegerile locale din 2024, consiliul local are următoarea componență pe partide politice:
|  | Partid                          | Consilieri | Componența Consiliului | Componența Consiliului | Componența Consiliului | Componența Consiliului | Componența Consiliului | Componența Consiliului | Componența Consiliului | Componența Consiliului |
|  | ------------------------------- | ---------- | ---------------------- | ---------------------- | ---------------------- | ---------------------- | ---------------------- | ---------------------- | ---------------------- | ---------------------- |
|  | Partidul Social Democrat        | 8          |                        |                        |                        |                        |                        |                        |                        |                        |
|  | Partidul Național Liberal       | 4          |                        |                        |                        |                        |                        |                        |                        |                        |
|  | Alianța pentru Unirea Românilor | 2          |                        |                        |                        |                        |                        |                        |                        |                        |
|  | Partida Romilor „Pro Europa”    | 1          |                        |                        |                        |                        |                        |                        |                        |                        |

## Istorie
La sfârșitul secolului al XIX-lea, comuna nu exista, cele două sate componente ale ei făcând parte din comuna Cristești aflată în județul Suceava. Ea a luat ființă în 1931, prin separarea celor două sate, pe teritoriul a ceea ce a devenit județul Baia.
În 1950, comuna a trecut în administrarea raionului Pașcani din regiunea Iași, iar în 1968 a trecut la județul Iași.

## Monumente istorice
Singurul obiectiv din comuna Moțca inclus în lista monumentelor istorice din județul Iași ca monument de interes local este situl arheologic de la „Siliște” (la circa 200 m sud-vest de satul Moțca, unde s-a identificat vechea vatră a satului, datând din prima jumătate a secolului al XIV-lea–secolul al XVII-lea.